# Merle Frohms
Merle Frohms (Celle, 28 de gener de 1995) és una futbolista alemanya que juga com a portera al 1. Frauen-Fußball-Club Frankfurt de la Bundesliga d'ençà el 2020. És internacional absoluta amb la selecció d'Alemanya des del 2018.

## Trajectòria
Va començar la seva carrera a les categories inferiors del Fortuna Celle, on va jugar al costat dels homes, fins que el 2011 va fitxar pel primer equip del Verein für Leibesübungen Wolfsburg Frauen. Va debutar amb el Wolfsburg el 9 de desembre de 2012 contra el FSV Gütersloh.
La temporada 2012-13 va aconseguir un triplet amb el club guanyant la Bundesliga, la Copa Femenina de la DFB i la Lliga de Campions Femenina de la UEFA. La temporada 2018-19 va fitxar pel SC Freiburg, on va ser la portera titular.
Des del 2010 juga a les categories juvenils de la selecció d'Alemanya. Destaca la seva participació al Campionat Europeu Femení Sub-17 de la UEFA 2011-12, on va guanyar la final davant França i va parar dos penals a la tanda definitòria. També va guanyar la Copa del Món Femenina de Futbol Sub-20 de 2014, derrotant la selecció de Nigèria a la final per la mínima.
Va debutar amb la selecció d'Alemanya absoluta el 6 d'octubre de 2018 en la victòria per 3-1 davant la selecció d'Àustria a Essen.

## Palmarès

### Títols nacionals
| Títol                            | Club          | País     | Any     |
| -------------------------------- | ------------- | -------- | ------- |
| Bundesliga Femenina              | VfL Wolfsburg | Alemanya | 2012–13 |
| Bundesliga Femenina              | VfL Wolfsburg | Alemanya | 2013–14 |
| Bundesliga Femenina              | VfL Wolfsburg | Alemanya | 2016–17 |
| Bundesliga Femenina              | VfL Wolfsburg | Alemanya | 2017–18 |
| Copa de futbol femení d'Alemanya | VfL Wolfsburg | Alemanya | 2012-13 |
| Copa de futbol femení d'Alemanya | VfL Wolfsburg | Alemanya | 2014-15 |
| Copa de futbol femení d'Alemanya | VfL Wolfsburg | Alemanya | 2015-16 |
| Copa de futbol femení d'Alemanya | VfL Wolfsburg | Alemanya | 2016-17 |
| Copa de futbol femení d'Alemanya | VfL Wolfsburg | Alemanya | 2017-18 |

### Títols internacionals
| Títol                                      | Club           | País       | Any     |
| ------------------------------------------ | -------------- | ---------- | ------- |
| Copa Mundial Femenina de Futbol Sub-20     | Alemania sub20 | Canadà     | 2014    |
| Lliga de Campions Femenina de la UEFA      | VfL Wolfsburg  | Anglaterra | 2012-13 |
| Lliga de Campions Femenina de la UEFA      | VfL Wolfsburg  | Portugal   | 2013-14 |
| Campionat Europeu Femení Sub-17 de la UEFA | Alemania sub17 | Suïssa     | 2012    |